# كولن إيفانز (لاعب دوري الرغبي)
كولن إيفانز (بالإنجليزية: Colin Evans)‏ هو لاعب دوري الرغبي بريطاني، ولد في 20 نوفمبر 1936 في Blaenavon ‏ في المملكة المتحدة، وتوفي في 23 نوفمبر 1992 في ليدز في المملكة المتحدة.